# Plongeur (sous-marin)
Pour les articles homonymes, voir Plongeur.

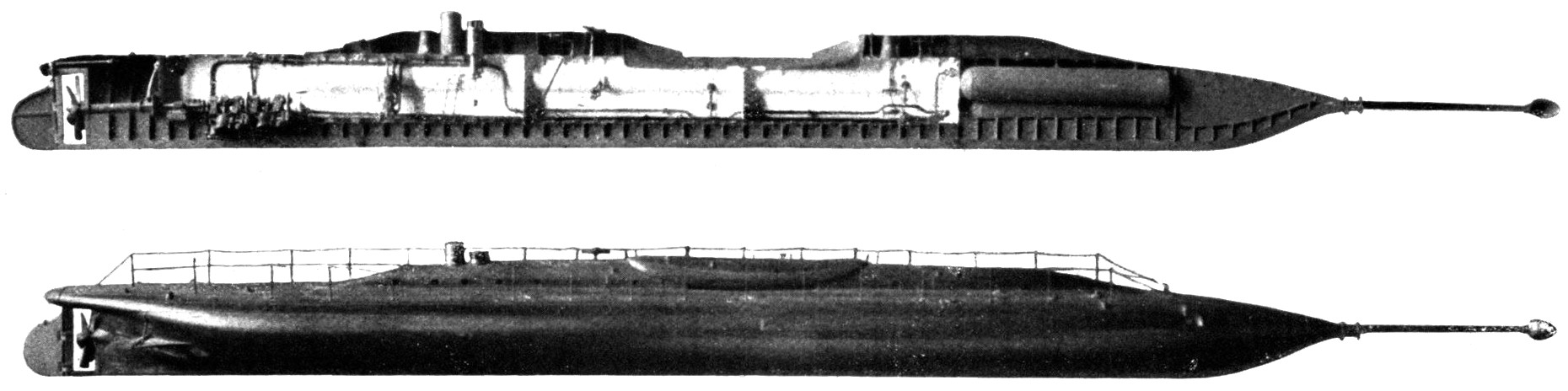
Le Plongeur

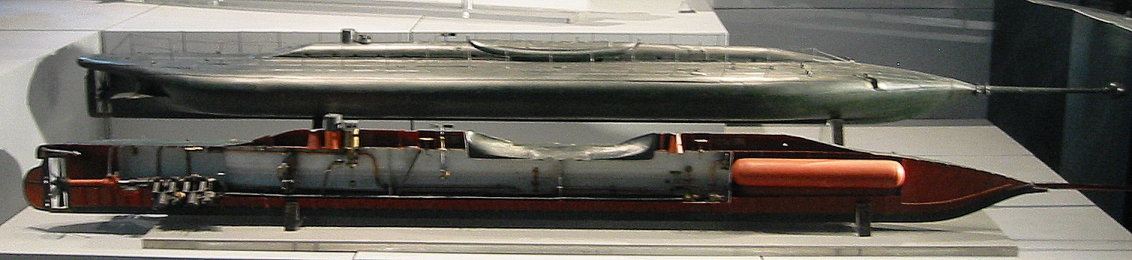
Maquette du Plongeur

Le Plongeur est un sous-marin français mis au point par le commandant Bourgois et l'ingénieur Charles Brun qui fut lancé et commença ses premiers essais en 1863.

## Le sous-marin
C'est le premier sous-marin propulsé par un moteur à air comprimé. Long de 42,50 m, il déplace 420 tonnes et embarque sept membres d'équipage. Son autonomie et sa vitesse restent limitées.
Bourgois et Brun ont commencé leurs travaux en 1859 à Rochefort. L'air du moteur, comprimé à 12 bars, était contenu dans 23 réservoirs, ce qui explique la grande taille du sous-marin : 435 tonnes de déplacement en plongée. La puissance du moteur à air comprimé était de 60 kW. 
Les premiers essais ont lieu dans la forme de radoub de l'arsenal de Rochefort, remplie d'eau après la construction. Un hublot en verre éclate sous la pression. L'équipage, s'avérant incapable d'aveugler la voie d'eau, doit évacuer en catastrophe. Après pompage et réparations, d'autres essais sont effectués, notamment celui de la chaloupe-capsule de sauvetage. 
La coque n'est pas équipée de gouvernails de profondeur horizontaux (qui apparaîtront sur les sous-marins expérimentaux Gymnote et Gustave Zédé, suites conceptuelles du Plongeur). Au cours des essais, menés devant Port-des-Barques, puis à La Pallice avec l'assistance du vapeur La Vigie, l'attitude du sous-marin est difficile à contrôler, il a tendance à piquer du nez et laboure avec son étrave les fonds vaseux de la côte charentaise. On tente d'équiper le Plongeur d'une « hélice lest » agissant verticalement, suivant l'idée de l'inventeur Lebellin de Dionne, mais l'amélioration n'est que marginale, ce qui n'empêchera pas nombre de sous-marins expérimentaux de la fin du XIXe siècle d'être ainsi équipés. 
Le sauvetage de l'équipage en cas de problème en plongée était confié à une chaloupe étanche accessible depuis l'intérieur du sous-marin et détachable depuis l'intérieur de la chaloupe (on distingue son emplacement en forme d'assiette creuse sur le dessus du pont sur les documents ci-contre). Cette caractéristique se retrouve sur le Nautilus de Jules Verne, les trois protagonistes de l'histoire, Arronax, son valet Conseil et le harponneur Ned Land, la mettent à profit pour fausser compagnie au Capitaine Nemo en plein maëlström. Ce n'est pas un hasard, Jules Verne ayant examiné de près la maquette du Plongeur présentée à l'Exposition universelle de 1867. 
Après plusieurs années de tests et diverses modifications, la Marine française l'a finalement laissé de côté et désarmé en juin 1867, principalement à cause de problèmes de stabilité.
Dépouillée de la plupart de ses équipements secrets, la coque du Plongeur connaît une seconde vie beaucoup moins prestigieuse comme bateau-citerne pour acheminer de l'eau douce aux navires de guerre mouillant devant Rochefort avant d'être démolie dans les années 1920.

## Problèmes techniques rencontrés
Le sous-marin devait naviguer très près de la surface. L'air étant rejeté par le moteur à l'intérieur du sous-marin, la surpression engendrée devait être évacuée à l'extérieur pour éviter de trop élever la pression dans l'habitacle. Or, pour que l'air soit expulsé, la pression de l'air à l'intérieur devait être supérieure à celle de l'eau à l'extérieur. Une pression trop élevée à l'intérieur entraînait des problèmes physiologiques chez les membres d'équipage et diminuait le rendement du moteur, qui dépendait de la différence de pression entre le réservoir et l'intérieur. Enfin, une traînée de bulles d'air signait le passage du sous-marin.